# Craig Raine
Craig Raine (* 3. Dezember 1944 in Shildon, County Durham) ist ein englischer Autor.
Craig Raine wurde römisch-katholisch erzogen. Er besuchte die Barnard Castle School, eine anglikanische Public School, und das Exeter College in Oxford, wo er später selbst lehrte, bevor er 1981 Editor bei Faber and Faber wurde. Sein erster Gedichtband, The Onion, Memory (1978), porträtiert Alltagsgegenstände in ungewöhnlicher Weise, ein Stil, den Raine in dem zweiten Band A Martian sends a Postcard Home (Oxford 1979) noch zu steigern verstand.
Raine verfasste das Libretto zu Nigel Osbornes Oper The Electrification of the Soviet Union (1986). Raine ist seit 1972 mit der Literaturwissenschaftlerin Ann Pasternak Slater verheiratet und hat zwei Kinder, Nina (* 1975, heute eine Bühnenautorin) und Isaac (* 1979). 2007 wurde eine kurze kritisch-biographische Studie über T. S. Eliot, T. S. Eliot: Image, Text and Context veröffentlicht.
Craig Raine ist Gründer and Editor des Literaturmagazins Areté.